# Diamantino Durão
Diamantino de Freitas Gomes Durão (ur. 7 czerwca 1944 w Porto) – portugalski inżynier i nauczyciel akademicki, profesor, w latach 1991–1992 minister edukacji.

## Życiorys
Z wykształcenia inżynier mechanik, absolwent Instituto Superior Técnico (IST) na Universidade Técnica de Lisboa (1969). Magisterium (1972) i doktorat (1976) uzyskał w Imperial College London, w latach 70. był badaczem na tej uczelni. W latach 1969–2003 pracował jako nauczyciel akademicki w macierzystym instytucie, od 1980 na stanowisku profesora. W ramach IST kierował katedrą inżynierii mechanicznej oraz radą naukową instytutu. W latach 1988–1991 i 1993–2000 pełnił funkcję dyrektora IST.
W latach 1991–1992 sprawował urząd ministra edukacji w trzecim rządzie Aníbala Cavaco Silvy. Od 1996 do 2004 był przewodniczącym rady dyrektorów parku technologicznego Taguspark. W 2003 został profesorem na Universidade Lusíada. W tym samym roku objął funkcję rektora tej uczelni, którą pełnił do 2014.